# 李茂
李 茂（이무）は、中国唐の将軍である。660年に唐軍の蘇定方が百済を征伐した際の時の中郎将である。李茂は、戦後、新羅に帰化した。
朝鮮氏族の延安李氏の始祖である。